# ميخائيل ماركوس
ميخائيل ماركوس (بالإنجليزية: Michael Marcus)‏ هو سياسي بريطاني (وحمل سابقاً جنسية المملكة المتحدة لبريطانيا العظمى وأيرلندا)، ولد في 9 نوفمبر 1894، وتوفي في 1960. حزبياً، نشط في حزب العمال. في الانتخابات العامة في المملكة المتحدة 1929 ‏، انتخب عضو برلمان المملكة المتحدة الـ35 عن دائرة Dundee (UK Parliament constituency) ‏ (30 مايو 1929 – 7 أكتوبر 1931).